# Setsuwa
Setsuwa (jap. 説話), vollständig Setsuwa bungaku (jap. 説話文学), bezeichnet eine volkstümliche Gattung japanischer Erzählungsliteratur des Mittelalters (um 800-1300). Die Setsuwa kann als Abart der Monogatari mit geringerem literarischen Niveau angesehen werden; sie enthalten meist ein buddhistisches Element. Häufig beziehen sie sich auf ungewöhnliche, übernatürliche Ereignisse und geben dabei vor, tatsächliche Geschehnisse zu verzeichnen.

## Geschichte
Die Setsuwa bungaku ist Literatur der ursprünglich mündlich gesprochenen, dann in schöner Form aufgeschriebenen „Erzählung“ (im literargeschichtlichen Sinn; vgl. „fabula“ in ursprünglicher Bedeutung: Kurz-Erzählung mit ihrer in alten Zeiten unvermeidlichen lehrenden, unterrichtenden, erbauenden Abzweckung). Mehr noch: Diese Literatur entfaltet sich im Laufe der Zeiten immer mächtiger, bis sie auf der Höhe des Mittelalters zu wahren Riesenwerken aufblüht, von wo aus sie sich dann, stark abgewandelt, in die verschiedenartigsten literarischen Gestaltungen hinein fort und fort variiert. Es handelt sich um Sammlungen von Mythen, Legenden, Sagen und Märchen in volkstümlicher Gestalt. Diese sind häufig stark von buddhistischem Gedankengut geprägt. Dies gilt auch für die profane Komponente, doch treten hier seit der Kamakura-Zeit deutlich (neo-)konfuzianische Gedanken in den Vordergrund. In der gesamten Setsuwa-Literatur tritt der Autor ganz hinter das Werk zurück; teilweise sind die Sammlungen anonym überliefert. Das lehrhafte Moment ist in ihnen stark ausgeprägt und sie sind nicht, wie andere Gattungen der japanischen Literatur des Mittelalters, auf aristokratische Leserschichten ausgerichtet. In den Sammlungen wird die Welt des mittelalterlichen japanischen Menschen deutlich. Motivgeschichtlich sind sie eine Fundgrube für die gesamte spätere Erzählliteratur und das Drama (Nō, Jōruri). Auch bildet die Setsuwa-Literatur das Fundament für die volkstümliche Literatur der Muromachi- und Tokugawa-Zeit.
Der Begriff selbst wurde erst in der Meiji-Zeit um 1870 Allgemeingut.

## Bedeutende Werke

### Buddhistisch
- Nihon Ryōiki (日本霊異記):
116 frühbuddhistische Legenden, vom Kleriker Kyōkai (景戒) vor 822, zusammengestellt. Im Hentai-Kanbun-Stil geschrieben. Gilt allgemein als erstes Werk dieser Gattung.
- Sambō Ekotoba (三宝絵詞, deutsch: „Drei Kleinode in Wort und Bild“):
In drei Bänden, Eikan 2. Jahr (984) von Minamoto no Tamenori (源為憲, † 1011; sino-japanisch: Iken, daher Name des Buches auch Ikenki 為憲記) für eine Tochter Reizei-Tennōs geschrieben, steht zeitlich dem Nihon Ryōiki nahe, aus dem es Teile wortgleich übernimmt, unterscheidet sich aber schon im Äußeren charakteristisch, indem es vorwiegend in Kana geschrieben und auch demgemäß die Sprache eine andre ist.
Der erste Band widmet sich dem buddhistischen Altertum, d. h. der vor dem japanischen Buddhismus liegenden Zeit, besonders Shaka, der zweite der japanischen buddhistischen Vergangenheit, der dritte der damaligen Gegenwart.
- Hōmotsushū (宝物集; 1176)
- Senjūshō (撰集抄; 13. Jahrhundert)
- Kankyo-no-tomo (閑居友; 1222)
- Hosshinshū (発心集; 1257)
- Shasekishū (砂石集):
Begonnen 1279, vollendet 1283; Mujū Ichien (無住一圓, 1226–1312), der die verschiedensten Lehrrichtungen durchwanderte und zuletzt sich ganz Zen zuwandte, spricht hier in 10 Bänden über das Mannigfaltigste des Buddhismus im Sinne des buddhistisch-religiösen Menschen der Kamakura-Zeit. Mujū lebte dann im Chōbo-ji in der Provinz Owari.
- Zotanshū (雑談集; 1305)
- hierzu auch die Gruppe der Ōjōden, in denen über Personen, die die Wiedergeburt im „Reinen Land des Westens“ (Paradies des Amida) erreicht haben, berichtet wird. U.a. Shūi ōjōden (拾遺往生伝; ca. 1110–12); Nippon ōjō gokuraku ki (日本往生極楽記; ca. 983-88) von Yoshihige no Yasutane.

### Profan
- Konjaku Monogatarishū (今昔物語集)
Früher Minamoto no Takakuni (1004–77) zugeschrieben, in der Hauptsache zur Zeit Go-Reizei Tenno's, in der Ära Kohei verfasst (1058–65). Heute geht man von einem unbekannten Verfasser aus, vermutlich Tachibana no Narisue. Entstehungszeit: 1106–10 [bzw. 13. Jahrhundert], mit zahlreichen späteren Hinzusetzungen. Der Begriff konjaku bezieht sich auf die ständig wiederkehrende Eingangsfloskel dieser Geschichten (konjaku = ima wa mukashi = Es war einmal…). Insgesamt über 1100 Geschichten in 31 Bänden.
- Gōdanshō (江談抄; um 1105)
- Kohon setsuwashū (古本説話集; um 1130)
- Uchigikishū (打聞集; um 1134)
- Kojidan (古事談; um 1215) und Zoku-Kojidan (続古事談; um 1219)
- Jikkinshō (十訓抄; 1252)
- Kokon chomonjū (古今著聞集; Vorrede 1254; „Sammlung bekannter Geschichten aus Altertum und Gegenwart“):
Verfasst in 20 Bänden von Tachibana no Narisue (橘成季)

### Allgemein
- Niels Gülberg: Zur Typologie der mittelalterlichen japanischen Lehrdichtungen. Stuttgart: Steiner, 1991.
- 永藤靖（ながふじ やすし）(2003) 『古代仏教説話の方法—霊異記から験記へ』三弥井書店、東京, ISBN 4-8382-3120-2.
- Li, Michelle Ilene Osterfeld. Ambiguous bodies: Reading the Grotesque in Japanese Setsuwa Tales. Stanford University Press, Stanford, Calif. 2009., ISBN 978-0-8047-5975-5.

### Nihon Ryōiki
- Hermann Bohner: Nippon-koku Gembō Zenaku Ryōiki (Nihon Ryō-i-ki) Legenden aus der Frühzeit des japanischen Buddhismus. Tōkyō 1934; Sert.: Mitteilungen der Deutschen Gesellschaft für Natur- und Völkerkunde Ostasiens; Bd. 27. (Reprint: Johnson Reprint, New York, London 1965)
- Dykstra Yoshiko; A study of the Nippon-koku-gembō-Zenaku-Ryō-i-ki; UMI, Ann Arbor 1974. (Diss. UCLA 1974)
- Jacqueline Golay: A study of Setsuwa Literature with Emphasis on the Nihon ryōiki ("Second part … consists of the [French] translation of nine tales from the Ryōiki") University of British Columbia, Vancouver 1970. (Diss.)
- 河野貴美子 『日本霊異記と中国の伝承』 勉誠社、東京, 1996, ISBN 4-585-03046-8.
- Maruyama Akinori: Nihon ryōiki setsuwa no kenkyū. Ofūsha, Tōkyō 1992.

### Konjaku Monogatarishū
- Ingrid Schuster (Übs.), Horst Hammitzsch (Hrsg.): Erzählungen des alten Japan: Aus dem Konjaku-Monogatari. Reclam, Stuttgart 1966. 71 (Teilausgabe)
- Satoshi Tsukakoshi, Jōichi Nagano, Max Niehans (Übs.): Konjaku: Altjapanische Geschichten aus dem Volk zur Heian-Zeit. [Mutmassl. Verf.:] Takakuni Minamoto, Niehans, Zürich 1958

### Kokon chomonjū
- Hans Eckardt: Das Kokonchomonshū des Tachibana Narisue als musikgeschichtliche Quelle. Harrassowitz, Wiesbaden 1956, Sert.: Göttinger asiatische Forschungen, 16 [Teile des Kap. 6]
- Niels Gülberg: Shakyamunis Lehre in den Augen von Tachibana no Narisue – Betrachtungen zum Kokon chomonjū. In: Stanca Scholz-Cionca (Hrsg.): Wasser-Spuren, Festschrift für Wolfram Naumann zum 65. Geburtstag. Harrassowitz Verlag, Wiesbaden 1997, S. 190–208.
- Yoshiko Dykstra: Notable Tales Old and New: Tachibana Narisue's Kokon Chomonjū. In: Monumenta Nipponica. 47(4), 1992, S. 469–493. (17 Geschichten)

### Shasekishū
- Jacqueline Golay (1934-): Le Shasekishu, miroir d'une personnalité, miroir d'une êpoque. microform, 1976. (Diss. University of British Columbia, 1975)
- Robert E. Morrell: Representative translations and summaries from the Shasekishu [microform] – with commentary and critical introduction. Stanford, CA 1969. (Diss. Stanford University; Ann Arbor, Mich. 1969.)
- Robert E. Morrell: Sand and pebbles (Shasekishū): the tales of Mujū Ichien, a voice for pluralism in Kamakura Buddhism. State University of New York Press, Albany 1985, ISBN 0-88706-059-5.
- Hartmut Rotermund (Übs. u. Bearb.): Collection de sable et de pierres – Shasekishū. Gallimard, Paris 1979.